# Rosalía
Rosalia Vila Tobella, művésznevén Rosalía (Sant Esteve Sesrovires, 1992. szeptember 25. –) spanyol énekesnő és dalszerző. Munkásságában számos zenei műfajt ötvöz.

## Diszkográfia

### Stúdióalbumok
- Los Ángeles (2017)
- El Mal Querer (2018)
- Motomami (2022)